# Kızıltepe, İmranlı
Kızıltepe là một xã thuộc huyện İmranlı, tỉnh Sivas, Thổ Nhĩ Kỳ. Dân số thời điểm năm 2011 là 64 người.